# Pentaport Rock Festival
 (mai 2024).
Le Pentaport Rock Festival est un festival de musique électronique organisé à Incheon, en Corée du Sud, depuis 2006, qui propose différents genres de musique, dont le rock et l'électro principalement, sur trois scènes. Il remplace le Tri-Port Festival qui aurait dû avoir lieu en 1999 et qui avait été annulé en raison des conditions météorologiques extrêmes.

## Histoire
Le festival débute en 1999 sous le nom de Tri-port Rock Festival, un festival de rock de deux jours organisé à Songdo, Incheon. Parmi les grands noms attendus figurent Deep Purple, Rage Against the Machine, Dream Theater et The Prodigy, mais l'événement est annulé dès la première année en raison de problèmes opérationnels et logistiques. Après une interruption de sept ans, le festival est rebaptisé en 2006 sous son nom actuel, Pentaport. Organisé par la ville métropolitaine d'Incheon, le Pentaport Rock Festival a depuis accueilli des musiciens et des collectifs de renom et en herbe de Corée et du monde entier. 

## Lieu
Le festival se déroule au Dream Park, dans la partie sud de la ville métropolitaine d'Incheon. Le site se trouve à environ 30 kilomètres à l'ouest du centre-ville de Séoul et était auparavant une décharge de la région de la capitale, comme le parc de la Coupe du monde.
En raison de la pandémie de Covid-19, après avoir été reporté de deux mois, le festival a été organisé virtuellement pour la première fois en août 2020, attirant environ 780 000 spectateurs en ligne. Le festival a été organisé virtuellement pour la deuxième fois en octobre 2021. 

## Programmations

### 2006
| Scène          | vendredi 28 juillet                                                                                | samedi 29 juillet | dimanche 30 juillet |
| -------------- | -------------------------------------------------------------------------------------------------- | --- | --- |
| Big Top Stage  | - The Strokes - N.EX.T - Snow Patrol - Sister's Barbershop - Pia - Sugardonut - Yeah Yeah Yeahs    | - Placebo - Black Eyed Peas - PSY - Dragon Ash - Sinawe - Crash - Vassline                                                              | - Franz Ferdinand - Kula Shaker - Jaurim - DramaGods - Nell - Lee Han Choul - T.A Copy                                                                       |
| Mnet.com Stage | - Jason Mraz - My Aunt Mary - Miyavi - Cuba - Lee Hyun Suk - Kang In O - Ghetto Bombs - Super Kidd | - Fake? - Butterfly Effect - Schizo - Hachi & TJ - Vodka Rain - Pearl's Day - Beautiful Days - Desperado - Mongoose - Cloud Cuckoo Land | - Hedwig and the Angry Inch - Story of the Year - Dr. Core 911 - Vanilla Unity - E Z Hyoung - Atmosphere - Windy City - Oh! Brothers - Common Ground - Monni |
| Groove Session | - Oriental Funk Stew - Andy & Stu - Junkie XL - DJ Sunshine - DJ Devil - VJ The Maze               | - DJ Jaimo - DJ Paust - Ken Ishii - DJ Unkle - Airmix - VJ The Maze                                                                     | - DJ Guru - DJ Hyper - Makoto & MC Stride - DJ Kuma - VJ The Maze                                                                                            |

### 2007
| Scène           | vendredi 27 juillet | samedi 28 juillet | dimanche 29 juillet                                                                                                 |
| --------------- | --- | --- | --- |
| Big Top Stage   | - The Chemical Brothers - OK Go - Love And Peace - Diablo - The Human Instinct - Gov't Mule - Schizo                          | - L'Arc-en-Ciel - Ocean Colour Scene - Testament - Crash - Vodka Rain - Vanilla Unity                                       | - Muse - Crying Nut - Ash - Asian Kung-Fu Generation - Nell - Vassline                                              |
| Pentaport Stage | - The Answer - Wiretap In My Ear - Hollow Jan - Pearl's Day - Anna Tsuchiya - Down In A Hole - Yellow Puffer - Bay - 21 Scott | - Rainy Sun - Stevie Salas - 69 Chambers - Peterpan Complex - Johnny Royal - Ray Kang - Moombatrap - The Strikers - Starbow | - Dr. Core 911 - Yi Sung Yol - Every Single Day - Rux - Sugardonut - The Melody - Copy Machine - Cool Age - Andsome |
| Groove Session  | - DJ Takuma - BT - Hoola-Loops - Andy & Stu                                                                                   | - DJ Smood - Fantastic Plastic Machine - Kid B - DJ Guru                                                                    | - DJ Beejay - DJ J-Path - DJ Hydro - Om-Shall-Om                                                                    |

### 2008
| Scène           | vendredi 25 juillet | samedi 26 juillet | dimanche 27 juillet                                                                         |
| --------------- | --- | --- | ------------------------------------------------------------------------------------------- |
| Big Top Stage   | - Ellegarden - Crying Nut - The Music - The Go! Team - T.A. Copy - Copy Machine                                        | - Travis - Jaurim - The Vines - Lee Han Choul et Run Run Runawayz - The Ratios - End of Fashion - Superkidd                                                | - Underworld - Kasabian - Delispice - Hard-Fi - Oh! Brothers - Ozomatli - Windy City        |
| Pentaport Stage | - Peterpan Complex - Sweater - Double Famous - Rocket Diary - Beautiful Days - Burning Hepburn - Star Bow - Friday Ins | - The Gossip - The Moonshiners - Devils - Sogyumo Acasia Band avec Yozoh - Mary Story - Loro's - Broccoli, You Too? - Napoleon Dynamite - Blue Near Mother | - Feeder - Tricky - GUMX - Inoran - Galaxy Express - Lowdown 30 - D.I.C.E. - Paprika - Gutz |
| Groove Session  | - Kid B - DJ Rap - Shai - Fin                                                                                          | - DJ Smood - London Elektricity - Accomplice - Psyko | - 3rd Coast - Princess Superstar - Sunshine - Flamenco                                      |

### 2009
| Scène           | vendredi 24 juillet                                                          | samedi 25 juillet                                                        | dimanche 26 juillet                                                                |
| --------------- | ---------------------------------------------------------------------------- | ------------------------------------------------------------------------ | ---------------------------------------------------------------------------------- |
| Big Top Stage   | - No Brain - Acidman - GoGo Star - Black Syndrome - Sogyumo Acasia Band      | - Deftones - N.EX.T - Eskimo Joe - The Black Skirt - Guckkasten - Schizo | - The Inspector Cluzo - Galaxy Express - GUMX - Nevada51 - The Plastic Day         |
| Pentaport Stage | - Rux - Aggressive Dogs - Sugardonut - Crystal Rain - Trans Fixion           | - W&Whale - 99Anger - Cocore - Kingston Rudieska - Hanumpa - Hollow Jan  | - Killa Kela - Lenka - Apollo 18 - Loro’s - Seoul Electric Band - Huckleberry Finn |
| Groove Session  | - Cosmic Gate - Gon - Conan - Risque Rhythm Machine - Kentaro - VJ Zirostyle | - Astro Voize - Idiotape - Ujn&nova - Karizma - VJ Zirostyle             | - Dexpistols - Lefto - Unjin - Yahel - VJ Sol                                      |

### 2010
| Scène           | vendredi 23 juillet                                                                                   | samedi 24 juillet                                                                                              | dimanche 25 juillet                                                                                     |
| --------------- | --- | --- | --- |
| Pentaport Stage | - Stereophonics - Jo Duk-Hwan - Crying Nut - Kang San-ae - Galaxy Express - Lun Hui                   | - Hoobastank - LCD Soundsystem - YB - Kishidan - Guckkasten - Biuret                                           | - Ian Brown - Dir En Grey - Kim Chang-Wan - Ego-Wrappin' - Lee Han-Chul - Huckleberry Finn - Super Kidd |
| Dream Stage     | - Pia - The Like - Oh Ji-Eun - Wu Bai & China Blue - Lee Jang-Hyuk & Oh So-Young - Ninesin - Strikers | - Vassline - Wagdug Futuristic Unity - Ynot? - No. 1 Korean - Lee Sang-Min Band - Daybreak - 10cm - Phonebooth | - Hot Potato - The Grates - Kingstone Rudieska - Opshop - Yellow Monsters - Serengetti - Orgeltanz      |
| Groove Session  | - DJ Yoda - Inside Core - East Collective - 2E Love                                                   | - Pendulum - Idiotape - Astro Voize                                                                            | - Kap10Kurt - Revolver 69 - Mongoloid - J-Path                                                          |

### 2011
| Scène           | vendredi 5 août                                                                                     | samedi 6 août                                                                                             | dimanche 7 août                                                                                           |
| --------------- | --------------------------------------------------------------------------------------------------- | --- | --- |
| Pentaport Stage | - B.o.B - Miss A - Drunken Tiger - Yoon Mi-rae - GD & TOP - Taeyang                                 | - Korn - No Brain - Schizo - Maximum the Hormone - Spring, Summer, Autumn and Winter - Wiretrap In My Ear | - Simple Plan - The Ting Tings - Boohwal - Neon Trees - Idiotape - Hwangboryung=Smacksoft                 |
| Dream Stage     | - Wonder Bird - W&Whale - Go Chic - Linus' Blanket - Pidgoen Milk - The Ghost Spardac - Choi Go-eun | - Plain White T's - Garion - Mamas Gun - Vassline - The Geeks - Boni - Jambinai                           | - Galaxy Express - Joe Brooks - Black Skirt - Jang Jae-in - Super 8 Beat - Eastern Sidekick - Jo Gil-sang |
| Groove Session  | - Plastic Kid - DJ Yup - Koonta - Conan - MC Goltee - J-Path                                        | - Dr. Lektroluv - Limzi - Astro Voize - Inside Core                                                       | - Dexpistols - Oriental Funk Stew - DJ Ryoo - Kingmck - Shut Da Mouth                                     |

### 2012
| Scène           | vendredi 10 août                                                                                          | samedi 11 août                                                                           | dimanche 12 août |
| --------------- | --- | ---------------------------------------------------------------------------------------- | --- |
| Pentaport Stage | - Baekdusan - Super Session - Top Band 2 quarterfinal - Toxic - Icy cider - Gate Flowers - Axiz           | - Snow Patrol - Ash - Fact - The Koxx - The Qemists - Kingston Rudieska                  | - Manic Street Preachers - Crystal Castles - Hot Potato - 10cm - Coldrain - Daybreak                                                    |
| Dream Stage     | - Windy city - Lasse Lindh - Bye Bye Sea - Eastern Sidekick - Mongoose - Dickpunks - We Save Strawberries | - Crash - SiM - Art Of Parties - Vassline - Broken Valentine - My Skin Against Your Skin | - The Inspector Cluzo - The Moonshiners - Jeong Hyeong Don - Defconn - Lee Seung-Yeol - Rose Motel - Bye Bye Badman - Tizzy Bac - Mocca |
| Lakeside Stage  | - Joaband - Lucite Rabbit - Have A Tea - Solsol Springwind - Electric Eel                                 | - Sweet Sorrow - Rooftop Moonlight - Soran - Joo Yoonha - Mushrooms                      | - Huckleberry Finn - Urban Zakapa - Lalasweet - Speak Out - Hologram Film                                                               |

### 2013
| Scène           | vendredi 2 août                                                           | samedi 3 août                                                                                    | dimanche 4 août                                                                                     |
| --------------- | ------------------------------------------------------------------------- | ------------------------------------------------------------------------------------------------ | --------------------------------------------------------------------------------------------------- |
| Pentaport Stage | - Deulgukhwa - Skid Row - Testament - Wiretrap In My Ear - The Big Pink   | - Suede - Yoon Do Hyun Band - Story of the Year - Hot Potato - Peace - Dickpunks                 | - Fall Out Boy - Kang San-ae - Yellow Monsters - Blood Red Shoes - Romantic Punch                   |
| Dream Stage     | - Pornograffiti - Monni - Steelheart - Naty - S.L.K. - Manggakhwa - Fine  | - Glasvegas - Man With A Mission - Oh Ji-eun - Soran - Sioen - Black Bag - Electric Eel - Utopia | - Mamas Gun - Peterpan Complex - Swan Dive - Gogostar - Hemenway - Bye Bye Badman - Monkeys - Trash |
| Moonlight Stage | - Beenzino & Dok2 - Junggigo - Born Kim - Used Cassettes - New Blue Death | - One More Chance - Autumn Vacation - Lalasweet - Prelude - Magna Fall                           | - Windy City - Skull & Haha - Seoul Riddim Superclub - Siberian Husky                               |

### 2018
| Scène                     | vendredi 10 août                                                                                      | samedi11 août | dimanche 12 août                                                                                              |
| ------------------------- | --- | --- | --- |
| KB Kookmin Starshop Stage | - Jaurim - Daybreak - Romantic Punch - Iamnot                                                         | - Nine Inch Nails - Mike Shinoda - The Koxx - Crossfaith - Crash - Jannabi                                                                         | - My Bloody Valentine - Hyukoh - Hoobastank - Walk the Moon - Life & Time - Dearcloud                         |
| Kona Card Stage           | - Pia - Loudness - Sonic Stones - Hammering                                                           | - The Bloody Beetroots - Glen Check - Marian Hill - Sunwoo Jung-a - DTSQ - Land of Peace - South Carnival                                          | - Starsailor - Suchmos - Se So Neon - never young beach - Adoy - O.O.O - MDSZ                                 |
| Incheon Airpot Stage      | - DJ Tezz - Cherry Coke - Crucial Star - Kisum & Jeon Ji-yoon - Microdot - Haon - R4-19 - Honeypepper | - Night Tempo & Yasunoji - Luna Pirates - Nahzam Sue and Big Waves - Vincent Corvec - Say Sue Me - N.Flying - Kimperi - Dabda - Strangely Arousing | - Wetter - Xin Seha - AASSA - NST and the Soul Sauce - Eastern Standard Sound - Wantae - Riot Kidz - McGuffin |

### 2023
| Vendredi 4 août | Samedi 5 août | Dimanche 6 août |
| --- | --- | --- |
| - Ellegarden - Kim Yuna - Chang Kiha - Kirinji - Adios Audio - Band Nah - Dabda - Debtors - Galaxy Express - George - Løren - My Aunt Mary - No Brain - Romantic Punch - The Volunteers - The Poles | - The Strokes - The Black Skirts - Ride - Bosudong Cooler feat. BXH - Kimildu and Bulsechul - Lee Seung Yoon - Method - Otoboke Beaver - Park So Eun - Rad Museum - Silica Gel - Snake Chicken Soup - Surl - 250 | - Kim Chang Wan Band - Se So Neon - Cherry Filter - Car, The Garden - Dasutt - Hitsujibungaku - Kwon Jin Ah - Leenalchi - Nerd Connection - Numcha - Wave To Earth |